# Argonychiurus multiocellatus
Argonychiurus multiocellatus is een springstaartensoort uit de familie van de Onychiuridae. De wetenschappelijke naam van de soort is voor het eerst geldig gepubliceerd in 2014 door Djanashvili et al..